# Тейге, Карел
Карел Тейге (чеш.  Karel Teige, 13 декабря 1900, Прага — 1 октября 1951, там же) — чешский писатель, переводчик, литературный критик, публицист, художник-график, книжный оформитель, теоретик искусства, занимался архитектурой, фотографией, кино. Крупнейшая фигура восточноевропейского авангарда, важный представитель поэтизма и сюрреализма в Чехословакии.

## Биография и творчество
Сын главного архивариуса Праги. Учился на философском факультете Карлова университета, примкнул к левым силам, начал заниматься журналистикой.
В 1921 году ездил в Париж, где познакомился с Ле Корбюзье и Амеде Озанфаном. В 1924 выступил с манифестом «поэтизма». В 1925 году ездил в Москву и Ленинград, где познакомился с советскими конструктивистами.
Один из создателей авангардной художественной группы «Деветсил» (действовала в 1920—1930), издавал её журнал (1927—1930). По его инициативе в Праге выступали Ле Корбюзье, Ман Рэй, Пауль Клее, Маяковский, Андре Бретон, Вальтер Гропиус. В 1929—1930 учился в Баухаузе. В это же время он участвовал в создании Левого фронта, объединявшего коммунистически настроенных чехословацких интеллектуалов. В 1934—1938 — член «Чешской сюрреалистической группы», созданной им вместе с Витезславом Незвалом. В конце 1930-х годов он был в числе критиков сталинистского режима в СССР. 
В своих теоретических работах соединял неомарксистскую социологию с психоанализом, проявлял глубокий интерес к урбанистике, повседневной жизни города, массовой культуре и непрофессиональным искусствам. Перевел с французского сочинения Бодлера, Лотреамона, Верхарна, Аполлинера, Мальро, труды Луи Деллюка, с русского — прозу Ильи Эренбурга, статьи Николая Бухарина о литературе. Автор книг «Фильм» (1925), «Советская культура» (1927), монографий об Архипенко (1923), Маяковском и русском футуризме (1936) и др.
После 1948 под давлением социалистических властей исчез из публичной жизни. Подвергался официальной диффамации как «троцкистский выродок». Скончался от инфаркта, его архив подвергся досмотру тайной полиции. Андре Бретон в своей монографии о художнице Тойен утверждал, что Карел Тейге принял яд в момент ареста; Ярослав Сейферт опровергает этот слух и называет причиной смерти переутомление и проблемы с сердцем. В последующие дни обе его спутницы жизни покончили жизнь самоубийством — супруга Жозефина Неваржилова (2 октября) и давняя любовница Ева Эбертова (12 октября). 